# South of Market

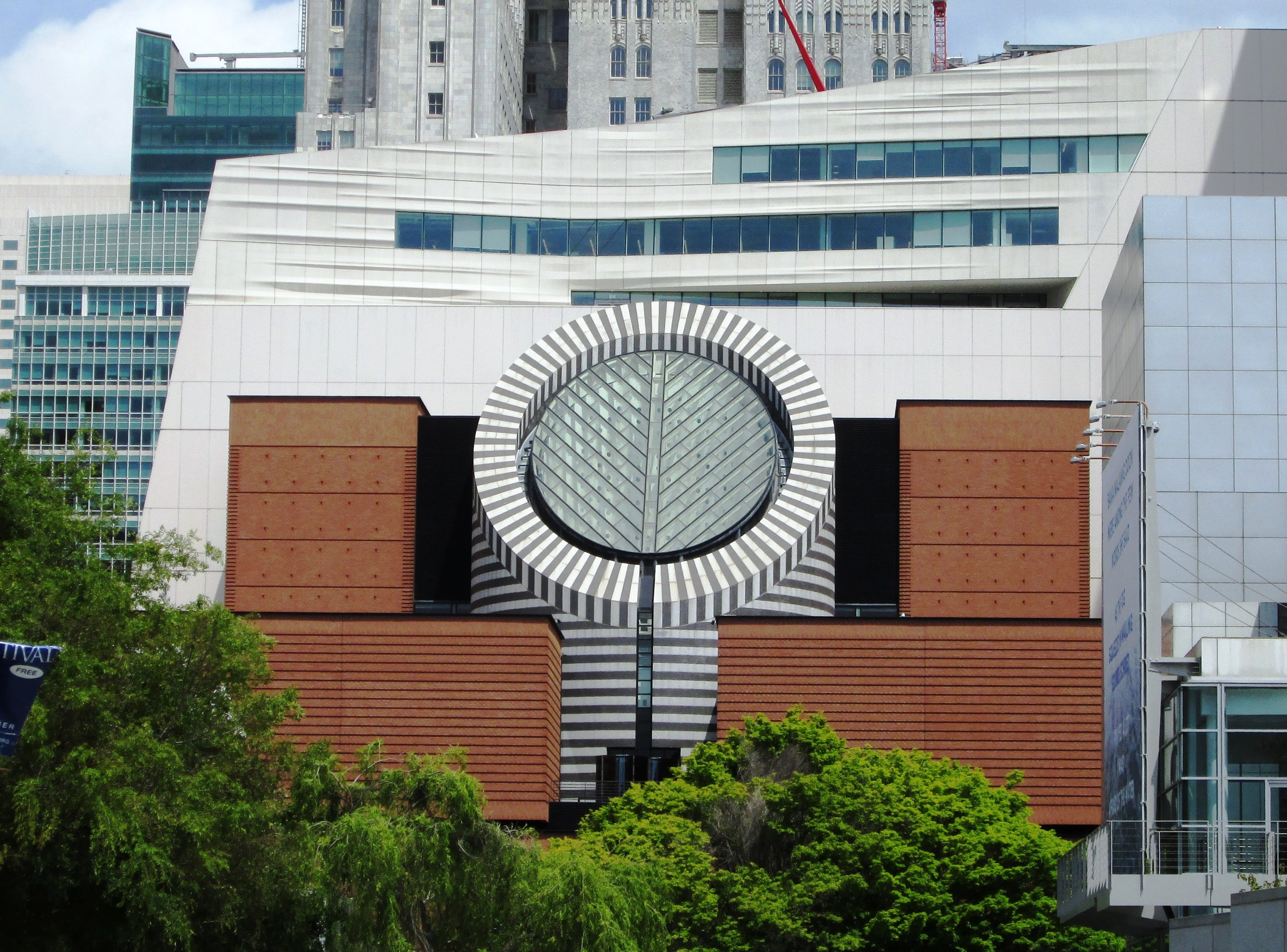
Blick auf das San Francisco Museum of Modern Art

South of Market (auch kurz SoMa) ist ein Stadtteil in San Francisco. Dieses Gebiet erhielt seinen Namen, weil es sich südlich der Market Street erstreckt. 
Der Stadtteil wurde auf den sogenannten „Landfills“ errichtet. Hier war ursprünglich eine Bucht. Im 19. Jahrhundert ankerten hier Schiffe. In der Zeit des Goldrausches waren es hunderte von kleineren und größeren Schiffen, die von ihrer Besatzung aufgegeben wurden. Nach und nach füllte man die Bucht mit Schutt auf, um so neuen Platz für die schnell wachsende Stadt zu gewinnen.
South of Market bestand zunächst aus Lagerhallen, Hafen- und Industrieanlagen. Die Neuentwicklung dieses Gebietes begann in den späten 1970ern bis frühen 1980er Jahren mit der Errichtung des Konferenzzentrums Moscone North Convention Center. In den 1990er-Jahren machte man sich an die Sanierung und schuf Einkaufsmöglichkeiten, Museen wie beispielsweise das San Francisco Museum of Modern Art und schicke Lofts. In dieser Zeit ließen sich auch die sogenannten Dotcom-Unternehmen hier bevorzugt nieder, da billiger und angesagter Büroraum zur Verfügung stand. Zu den Unternehmen mit Sitz in SoMa gehören CNET, Dropbox, Twitter, Airbnb, Uber, Zynga, Sega of America, Wired, TechCrunch und Yelp.
2008 eröffnete das Hotel InterContinental San Francisco, 2011 das International Art Museum of America.